# Stinson Airliner
Stinson SM-6000 Airliner là một loại máy bay chở khách ba động cơ của Hoa Kỳ trong thập niên 1930, do Stinson Aircraft Corporation thiết kế chế tạo.

## Biến thể

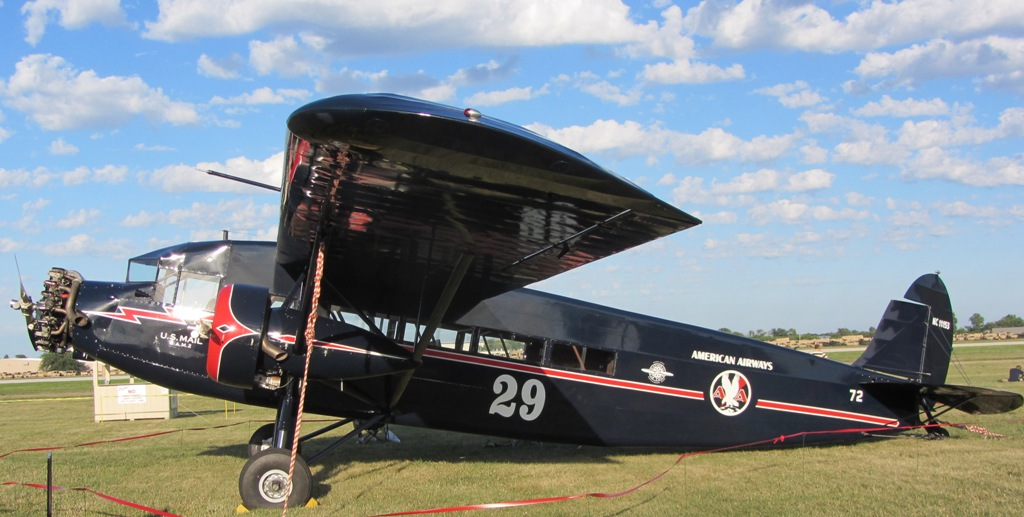
SM-6000-B

Corman 6000
SM-6000 Airliner
SM-6000-A Airliner
SM-6000-B1 Airliner
SM-6000-B2 Airliner
Model U Airliner
C-91

## Quốc gia sử dụng
Hoa Kỳ
- American Airways
- Boston-Maine Central Vermont Airways
- Century Airlines
- Chesapeake Airways
- Chicago and Southern Airlines
- Delta Air Lines
- Rapid Air Lines

## Tính năng kỹ chiến thuật (SM-6000-B)
Dữ liệu lấy từ 
Đặc điểm tổng quát
- Kíp lái: 2
- Sức chứa: 10 (B1), 8 (B2)
- Chiều dài: 42 ft 0 in (18.29 m)
- Sải cánh: 60 ft 0 in (12.8 m)
- Chiều cao: 12 ft 0 in (3.66 m)
- Diện tích cánh: 490 ft2 (45.6 m2)
- Trọng lượng rỗng: 5.670 lb (2.620 kg)
- Trọng lượng có tải: 8.600 lb (3.910 kg)
- Động cơ: 3 × Lycoming R-680, 215 hp (160 kW) mỗi chiếc

Hiệu suất bay
- Vận tốc cực đại: 146 mph (234 km/h)
- Vận tốc hành trình: 125 mph (200 km/h)
- Tầm bay: 390 dặm (628 km)
- Trần bay: 14.200 ft (4.330 m)
- Vận tốc lên cao: 1.000 ft/min (5,1 m/s)